# Анатра Анасаль
Ана́тра Анаса́ль (Анатра ДС, Anatra DS) — літак-розвідник, розроблений на одеському заводі аеропланів Анатра у першій половині XX століття.

## Історія

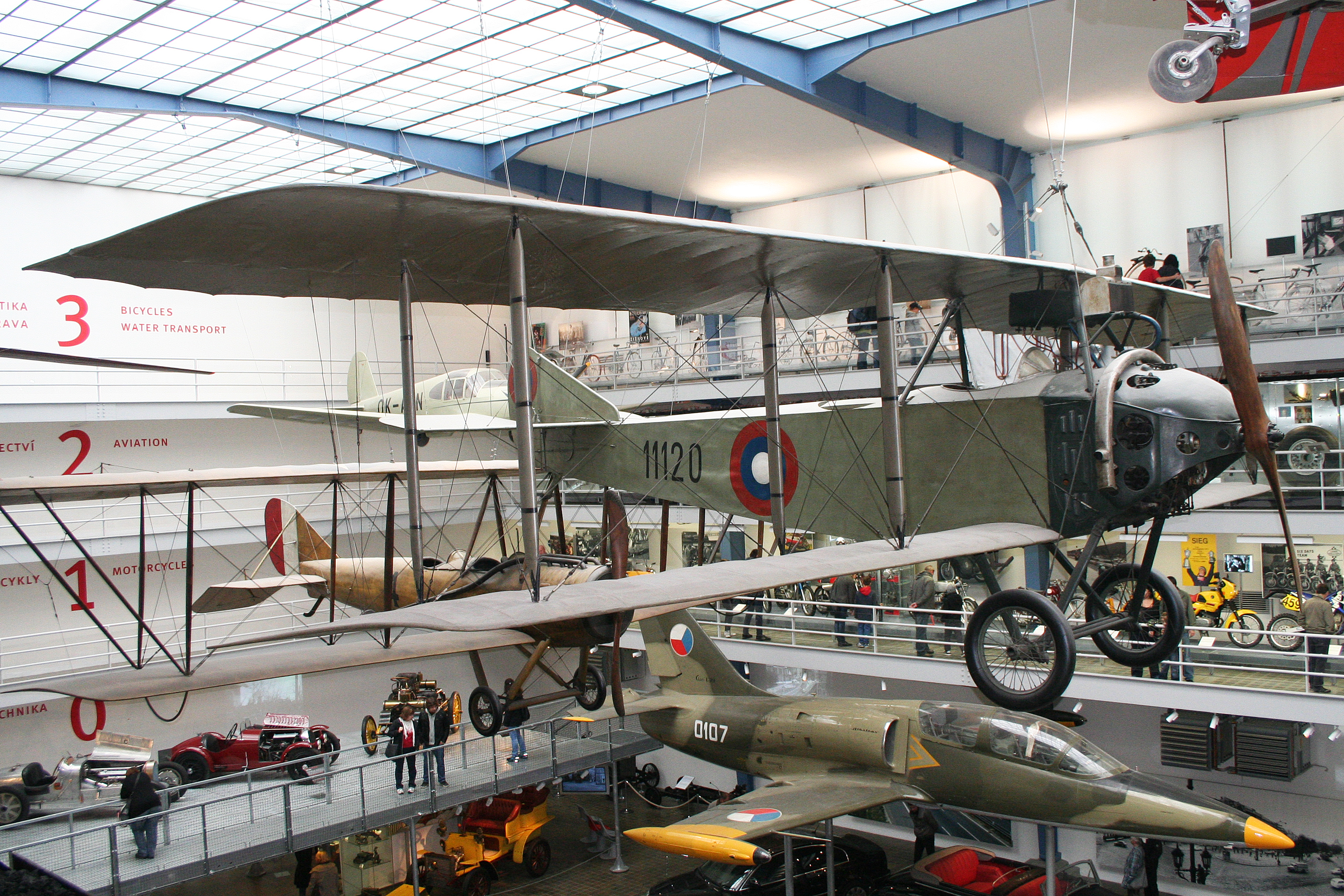
Анатра ДС у празькому національному технічному музеї

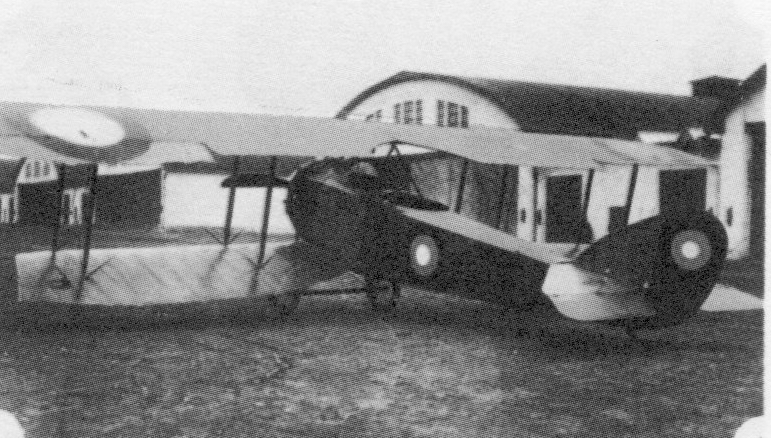
Літак у роки Першої світової війни

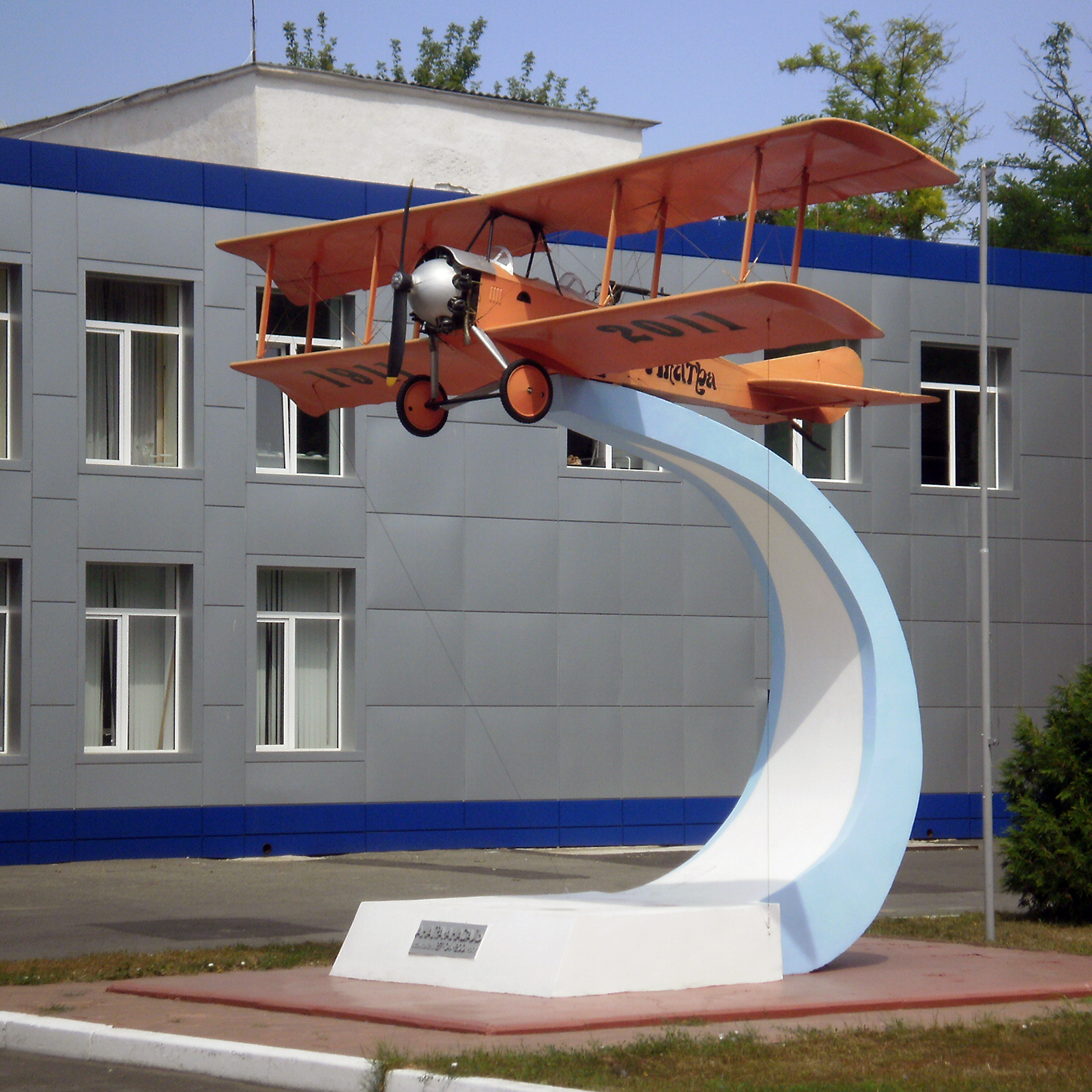
Макет літака біля Одеського авіаційного заводу)

До середини 1917 року стало ясно, що Анатра Д безнадійно застарів і не міг на рівних битися з германо-австрійськими літаками. Однак у складі фронтових загонів залишалося ще досить багато цих машин. Вони перебували на озброєнні 2-го Гвардійського, 1-го, 3-го, 9-го, 12-го, 16-го, 17-го, 20-го, 28-го і 36-го корпусних, 1-го, 2-го, 3-го, 6-го і 7-го Сибірських, а також 1-го Туркестанського загонів.
Ситуація, в якій опинилася Російська імперія, стала предметом обговорення на Першому Всеросійському авіаз'їзді, що відкрився в Петрограді в серпні 1917 року. Делегати з'їзду — бойові льотчики, які не бажали продовжувати гинути через недосконалість техніки, були рішучі. Резолюція з'їзду свідчила: Анатра Д, Лебідь-12, Вуазен Іванова, Фарман-27 та усі, ще більш застарілі системи літаків повинні бути зняті з озброєння. І хоча рішення з'їзду носило рекомендаційний характер, його справедливість не викликала сумнівів. Будування Анатра Д з ротативними двигунами припинилася. Тим більше, що у їх подальшому випуску вже не було ніякої необхідності, бо ще за рік до цього конструктор Декамп розробив нову версію свого аероплана, головною відмінністю якої стала установка 150-сильного стаціонарного мотора водяного охолодження Salmson 9U. Енергоозброєність машини зросла майже в півтора рази. Відповідно покращилися і льотно-технічні характеристики.
Спочатку новий аероплан називався досить довго і незручно «Анатра-Д з двигуном Сапьмсон» або ж «Анаде з Сальмсон», але незабаром ця назва скоротилася до одного слова «Анасаль». Іноді зустрічається інше найменування — «Анатра ДС».
Новий літак вперше піднявся в повітря 25 липня 1916 року. Випробування зайняли багато часу, але врешті-решт всі проблеми машини були подолані. 26 липня 1917, тобто рівно через рік після першого польоту прототипу, Управління Військово-Повітряного флоту уклало з Артуром Анатрою контракт 39614/22486, де зазначалося виготовити і поставити для УВПФ:

1. 300 аеропланів типу Анатра Д без лічильників обертів, моторів та гвинтів, але з повним обладнанням для установки на них мотором Сальмсон або Іспано-Сюиза 200НР, з 2-ма кулеметними установками, з яких одна для стрільби через гвинт, по 13 500 руб. за апарат;
2. 300 нормальних комплектів запчастин до них по 2 805 руб. за комплект;
3. 30 додаткових комплектів запчастин до тих же апаратів по 25 698 руб. 40 коп. за комплект;

Всього на загальну суму 5.662.722 руб. за контракт.
Установка для стрільби через гвинт являла собою кулемет Віккерс з оригінальним синхронізатором конструкції Декампа, які передбачалося монтувати на серійні машини. Згадка в контракті двигунів Іспано-Сюиза було чистою формальністю, оскільки про серійний випуск розвідників з такими моторами питання не стояло через відсутність самих моторів. Всього в Російську імперію надійшло трохи більше сотні Іспано-Сюиза, і всі вони призначалися для винищувачів СПАД S-VII, випуск яких розвертався на московському заводі Дукс. В Одесі збудували лише один примірник Анатри з мотором Іспано-Сюизо.
У серпні 1917 року завод Анатра розпочав будівництві Анасаль. Тим часом стан у країні продовжував погіршуватися. Обвальне падіння дисципліни, страйки на підприємствах, перебої в поставках сировини та електроенергії викликали різке зниження темпів серійного випуску літаків. І все ж до кінця року завод побудував більше сотні ДСів, з яких лише 46 встигли здати військової польоти. Даних про бойове застосування цих машин на фронтах Першої світової війни збереглося вкрай мало. Відомо тільки, що один Анасаль з кінця липня перебував на озброєнні 4-го армійського авіазагону і ще два надійшли в 11-й армійський авіазагін вже в листопаді, тобто після жовтневого перевороту, коли бойові дії фактично припинилися. До того часу відвантаження готових машин з заводу було зупинено, але за інерцією ще два місяці продовжувалося будівництво аеропланів, поки на заводі не були забиті усі складські приміщення. Треба зауважити, що, крім нових Анасалів на підприємстві вже понад півроку лежали 63 примірника Анатра Д та Анатра Анаклерів, які військове відомство відмовилося закуповувати.
До початок 1918 року Російська імперія та її армія остаточно розвалилися, а Одеса опинилася на території Української Народної Республіки.
Згадати про авіазавод та про літаки, які там знаходилися, змусив розгорнутий в кінці лютого великомасштабний вступ німецько-австрійських військ на українські землі. Царської армії до того часу не існувало, а нечисленні загони червоної гвардії не могли зупинити просування ворожих для них потужних військ. Єдине, що ще залишалося — спробувати вивезти всі найбільш цінне в центральні райони колишньої Російської імперії. Для керівництва евакуацією заводу Анатра до Одеси вирушили уповноважені Колегії Управління Повітряного флоту (новий керівний орган, створений на базі УВПФ після жовтневого перевороту) комісари О. В. Сергєєв і В. О. Евстігнєєв. Вони прибули в місто 6 березня, коли австрійські війська перебували від нього вже за 40 кілометрів. На заводі московських комісарів зустріли, м'яко кажучи, непривітно. Робочі «Анатри» заявили, що не хочуть нікуди евакуюватися та не дозволять вивозити обладнання. Погрожуючи зброєю, вони вигнали Сергєєва та Євстигнєєва з території підприємства. 
На момент вступу австрійців до Одеси, на складах заводу знаходилося 242 літака. З них 111 Анасаль, 63 Анаде та 68 Фарманів різних модифікацій (переважно — Фарсалах або Фарманов-30). До того ж в цехах заводу виявилося ще 149 недобудованих Анасалів в різному ступені готовності.
У березні австрійські авіафахівці провели всебічну оцінку захоплених літаків. Льотні випробування показали, що Анаде та Фарман, як повністю застарілі, не відповідають вимогам ВПС. Анасаль також не володіє достатньою швидкістю і висотністю, щоб бути використаним в ролі розвідника на італо-австрійському фронті. Однак висока надійність, а також простота і слухняність в управлінні роблять його ідеальним навчально-тренувальним літаком. У висновках оцінювальної комісії йшлося, що льотно-технічні дані Анасаль більш ніж підходять для використання як навчальної чи зв'язкової машини. До того ж застосування Анасаль звільняло австрійські авіазаводи від випуску навчальної техніки і дозволяло їм зосередитися на будівництві бойових аеропланів. 12 квітня 1918 року Анасаль був прийнятий на озброєння австро-угорської авіації під назвою «Анатра C.I.». A 5 травня з власником заводу уклали контракт на будівництво ще 200 літаків, 25 з яких повинні були мати здвоєне управління. Відповідно до вимоги нових замовників, озброєння на аеропланах не передбачалося. До вересня з Одеси вивезли до Австрії 114 готових машин, а до кінця жовтня — ще 66. Згідно австрійським даними, Анатра C.I. до кінця війни перебували на озброєнні навчальних авіарот (Fleks) 3, 9, 11, 13 та 15.
До моменту капітуляції Австро-Угорщини в листопаді 1918 року 52 літаки знаходилися на складах у різних районах імперії. Після розпаду країни і проголошення незалежності Австрії, Угорщини та Чехословаччини машини виявилися розділеними між цими новоствореними державами. 21 апарат дістався австрійцям, 23 — чехам, а 8 — угорцям. Чехи та угорці застосували їх один проти одного під час війни навесні 1919 року. Про подальшу долю австрійських та угорських Анасаль нічого не відомо, швидше за все їх просто відправили на злам. Чехи ж експлуатували свої літаки до весни 1923 року, а потім використовували кілька вцілілих Анасаль як навчальні посібники у військово-інженерному училищі в Брно. Останній з них став експонатом празького музею історії техніки, де і перебуває дотепер. До речі, даний зразок має низку відмінностей від більшості серійних машин, на що слід звернути увагу. Замість двох вихлопних труб, спрямованих під фюзеляж, на ньому встановлений підковоподібний вихлопний колектор, що огинає капот зверху. Крім того, під верхнім крилом підвішений невеликий додатковий бензобак циліндричної форми. Ймовірно, ці зміни були внесені в конструкцію машини вже в Чехословаччині. 
У листопаді 1918 року австрійські війська почали залишати територію України. Завод знову виявився нікому не потрібним. На території заводу залишилися 134 (за іншими даними — 123) повністю готових Анасаль. Наприкінці того ж місяця до міста увійшли війська Антанти. Інтервенти відразу заявили про свою підтримку білогвардійського руху в особі Добровольчої армії генерала Денікіна. Усі військові трофеї, захоплені в Одесі, в тому числі і аероплани, союзники безоплатно передали денікінцям. Але Добровольча армія базувалася в Криму і на Північному Кавказі. Прямий наземного зв'язку з одеським районом у неї не було. Вирішили переправляти літаки морем у порти Севастополя і Новоросійська, що знаходилися під контролем білогвардійців. Відправку ускладнював шторм. Багато машин приходили сильно пошарпаними, а 28 лютого ураганний вітер просто зніс з пароплавної палуби у воду вісім Анасаль.
Тим часом денікінські льотчики, які прибули до Одеси з Новоросійська, приступили до організації кількох білогвардійських авіазагонів. Матеріальною базою для них стали літаки, виявлені на заводі Анатра і на складах одеського авіапарку. Всього в Одесі встигли сформувати три добровольчих авіазагону — 7-й, 8-й і 9-й (перші шість діяли на Північному Кавказі), причому 9-й загін складався цілком з літаків Анатра. Станом на початок лютого в ньому значилося два Анаклера і чотири Анасаль. Ще один Анасаль був приписаний до 8-му загону. Судячи зі збережених архівних даних, жодного бойового вильоту проти Червоної армії денікінські льотчики не зробили.
23 березня майно білогвардійських авіазагонів завантажили на два пароплави, в той же день взяли курс на Новоросійськ. А те, що не вмістилося на палубах цих судів, денікінці вирішили спалити. Так було спалено велику кількість літаків, що зберігалися в авіапарку і на заводських складах Анатри. Але знищити встигли не всі. Вціліло приблизно 40-50 аеропланів і сам завод. Через два тижні ці трофеї дісталися більшовикам. Пароплав з літаками і льотчиками 9-го загону по дорозі сів на мілину і позбувся ходу. Проходив повз англійський військовий корабель взяв його на буксир і відтягнув, але не в Новоросійськ, а до Константинополя. Там авіаторам, які опинилися без грошей в чужій країні, довелося продати два літаки, щоб оплатити доставку до Новоросійська трьох літаків, що залишилися. З Туреччини вони повернулися тільки в середині червня. Після повернення загін вирішили переозброїти англійськими літаками RAF RE8 і на Анасаль він більше не літав.
Скільки всього Анасаль білогвардійці встигли перекинути до Криму та Новоросійська, невідомо. Але судячи з того, що літаки ці рідко зустрічаються у списках денікінських авіазагонів, число їх було невелике і навряд-чи перевищувало 25-30 одиниць. Цікаво, що спочатку вони літали з чорними австрійськими хрестами і лише пізніше на них намалювали триколірні червоно-біло-сині круги. У задніх кабінах більшості Анасаль білогвардійці встановили кулемети різних марок на саморобні турелі.
Найбільш активно на Анасаль воювали 1-й Кубанський козачий авіазагін і 8-й авіазагін Добровольчої армії. 1-й Кубанський отримав чотири Анасаль 29 січня 1919 року. Їх пілотами стали військові льотчики підполковник Сакірич, сотник Носенко, підпоручик Журкевич та осавул Лиманський.

## Конструкція

### Двигун
Salmson 9U був досить своєрідною силовою установкою. Він був єдиним серійний зіркоподібним мотором з рідинним охолодженням циліндрів. Подібний устрій вельми невигідний з точки зору аеродинаміки. Не дивно, що в усьому світі вона застосовувалася лише для моторів повітряного охолодження. Але, очевидно, в ті роки, коли інженери фірми Salmson створювали свій двигун, думки про досконалу аеродинаміку літаків ще не приходили їм в голову. Зате мотор вийшов досить потужним, надійним і відносно легким за рахунок короткого картера і колінвала. Крім того, незважаючи на велику кількість деталей, він був нескладний у виробництві, а його випуск не вимагав великої кількості високоточного обладнання. При тому, що Російська імперія не володіла високорозвиненою моторобудівною базою, недивно, що саме Salmson отримав найбільше поширення. У роки Першої світової війни він став єдиним типом авіадвигуна, який стабільно випускався на російських заводах великими партіями. Тому, коли Декамп вирішив модернізувати свій літак, перед ним не стояло питання, яким двигуном слід оснастити машину.

### Зовнішня конструкція
Встановлення більш потужного, великогабаритного та важкого мотора зажадала внесення серйозних змін у конструкцію. Каркас фюзеляжу був посилений, фанерна обшивка змінила полотняну на всьому його протязі. Габаритні розміри машини злегка збільшилися. Для забезпечення потрібного центрування верхнє крило змістили вперед. Однак відкритий знизу капот залишився майже без змін. На Анасалі така форма капота диктувалася особливостями вихлопу ротативного двигуна, але стаціонарний Сальмсон цілком можна було закрити капотом повністю, отримавши додатковий виграш в аеродинаміці. Стільниковий радіатор встановили перед передньою кромкою верхнього крила.

### Особливості
Головною відмінністю ДС є простота і легкість управління, вигідно відрізняли машину від досить примхливого Анатра Д. Швидкість, швидкопідйомність та величина корисного навантаження також вважалися цілком прийнятними для свого часу, хоча за цими показниками аероплан помітно поступався новітнім англійським та німецьким апаратам.

## Модифікації

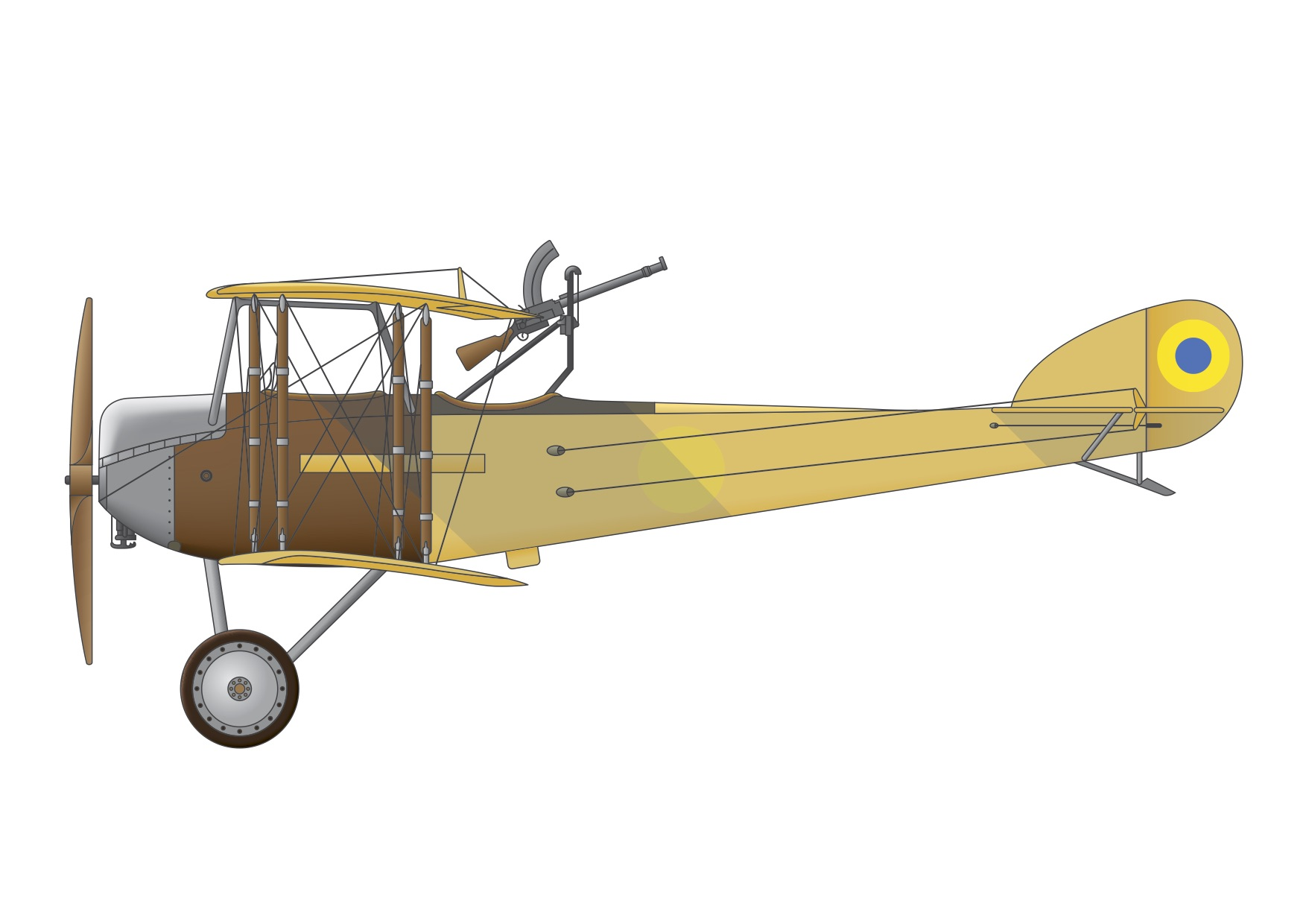
Анатра Анаде, Аеродром Пост-Волинський, Київ, березень-квітень 1918 р.

- Анатра ДС — двомісний літак-розвідник;
- Анатра ДСС — модифікація ДС з покращеним мотором на 160 к.с.;
- Анатра Анадіс — винищувач на основі дизайну Анасаль.

### Анатра ДСС
Більш високими характеристиками володіла модифікація Анатра ДСС. Так називали Анасаль з двигуном Salmson 9U потужністю 160 к.с. Але оскільки 160-сильні мотори надходили на завод набагато рідше, ніж 150-сильні, аеропланів з ними побудували небагато. Зовні вони відрізнялися від звичайного ДСів дещо збільшеними розмірами.

## Існуючі екземпляри та копії
Станом на 2018 рік, відомо лише про 1 існуючий екземпляр цього літака, котрий наразі зберігається у Чехії.
Також було створено кілька копій (макетів) цього літака, зокрема у 2001 році на території ДП «Одеський авіаційний завод» було встановлено пам'ятник літаку у вигляді масштабної копії (макет в масштабі 1:2) встановленої на постаменті.
У Державному музеї авіації ім. О. К. Антонова зберігається повномасштабна копія (макет) цього літака із аутентичним двигуном.